# Proteopharmacis seriata
Proteopharmacis seriata är en fjärilsart som beskrevs av Butler 1882. Proteopharmacis seriata ingår i släktet Proteopharmacis och familjen mätare. Inga underarter finns listade i Catalogue of Life.